# 斯內斯卡爾克加嶺
71°59′S 13°13′E / 71.983°S 13.217°E
斯內斯卡爾克加嶺（英語：Snøskalkegga Ridge）是南極洲的山峰，位於東部南極洲的毛德皇后地，北端是卡贊斯卡山，屬於魏普雷希特山脈的一部分，由德國探險隊發現。